# 現代婦女基金會
現代婦女基金會（英語：Modern Women's Foundation），全稱財團法人現代婦女教育基金會，簡稱現代婦女、現代，成立於1987年。

## 歷史沿革
- 1987年，時任台北市市議員潘維剛結合一群關心婦女權益的人士，共同創立了現代婦女基金會 （页面存档备份，存于），協助婦女在傳統與現代角色中找到平衡。
- 1988年，成立全國第一個強暴危機處理中心 －「婦女護衛中心」，協助遭受性侵害被害人提供專業的法律、醫療、報案、出庭諮詢與陪同等服務。
- 1984年，為防止性侵害加害人再犯風險，推動刑法第77條修正案通過，非經強制診療不得假釋，首度將性侵害加害人治療列為重要防治措施。
- 1996年，委請廖書雯起草性侵害犯罪防治法，當年11月30日彭婉如不幸遇害，促使行政院重視婦女人身安全，加速通過立法，落實性侵害被害人保護與證據保全。首次結合中國國民黨、民主進步黨、新黨女性立委，包括潘維剛、葉菊蘭、朱惠良等合力促使本法案通過，並整合警政、社政、衛政與教育等專業，為國內第一部保護婦幼人身安全的法案。
- 1998年，因1993年發生鄧如雯殺夫案，由於當時相關法令規定不足，使其求助無門。1996年現代婦女基金會成立家庭暴力防治法制訂委員會，由高鳳仙負責起草，據此推動立法成功，成為亞洲地區首部家庭暴力防治法。
- 1999年，推動刑法妨害性自主罪章修正通過，性侵害犯罪自「妨害風化」罪章中抽離，另立「妨害性自主」罪章，達到正名及扭轉污名化的目的，並將強制性交罪從過去告訴乃論罪改為非告訴乃論罪（即所謂「公訴罪」）。此外，將「致使不能抗拒」修正改為「違反其意願」，明示夫妻間可構成強制性交罪。
- 2002年，於士林地方法院設立全國第一個「家庭暴力事件服務處」，由司法社工協助家庭暴力被害者聲請保護令、提供法律諮詢、連結社會福利資源，提供完善的法律扶助和出庭服務。
- 2005年，現代婦女基金會提出性騷擾防治法草案，補足了性別工作平等法及性別平等教育法的不足，擴大保護的領域，使民眾在工作場所、學校之外的公共場所受到性騷擾時可以有所保障。
- 2006年，榮獲第六屆國家公益獎。
- 2008年，推動青少年戀愛暴力防治工作，幫助青年學子開心談戀愛、理性談分手，透過校園宣導減少親密暴力發生。
- 2009年，與台灣同志諮詢熱線協會共同推動同志族群親密暴力服務方案，運用個案服務、同志社群宣導、網站匿名線上諮詢…等，讓同志朋友和其他親密暴力當事人都能在人身安全的保障方面，享有同等的權益。
- 2010年，榮獲內政部全國推動家庭暴力、性侵害及性騷擾防治工作有功團體獎
- 2011年，規劃適合成年婦女的探索教育方案，帶領受暴婦女挑戰自我極限，攀登台灣百岳—雪山，成功激發受暴婦女的內在力量，達到賦權及自我尊嚴重建的過程。計畫推動過程拍攝成紀錄片「超越愛」，受邀至亞太地區多國女性影展播映。
- 2012年，推動家事事件法之程序監理人制度，社工師與律師雙專業形成程序監理人團隊，相互合作於司法體系中保護兒少的權益。同年，榮獲教育部社教公益獎。
- 2013年，於台中、台北、新竹、花蓮地方法院家事事件服務中心，由司法社工提供服務，讓家事事件當事人在訴訟過程，達到權力及資訊對等，獲得支持與協助。
- 2015年，與賴芳玉、林美薰、王如玄、王珮玲、盧映潔、廖書雯組成修法小組，推動「性侵害犯罪防治法」修正通過，本次修法涵蓋三項突破：保障兒少司法權益、確立專家證人的地位與證據力、任何人禁止傳播與被害人相關資訊。同年，同志族群親密伴侶暴力服務方案獲得第二屆紫絲帶推廣創意團體獎[1]肯定。
- 2016年，開展「愛尊重 young世代性別暴力防治」計畫，深入校園以宣講、體驗工作坊、教師訓練等方式，並設立全國第一個陪伴Young世代練習愛情的網站─戀愛乾麻醬 （页面存档备份，存于），幫助年輕族群在愛情中學習尊重彼此。
- 2017年，成立「展心性侵害創傷復原中心」，陪伴性侵害被害人走過後續創傷復原的歷程。同年，花蓮、新竹推動「家庭暴力一站式服務」，結合原有的受暴婦女服務，進一步開辦目睹兒童協助方案，促進被害人及其子女得到更完整的服務。
- 2018年，推動「only YES means YES 沒有同意‧ 就是性侵」倡議行動，榮獲傑出公關獎「議題溝通類-優異獎」。

## 主要業務

### 性侵害-性侵害被害人展心復原計畫（页面存档备份，存于）
- 性侵害被害人的創傷症狀與復原速度，會因為社會環境的友善、周遭親友的支持、專業人員的理解、生活突發事件、司法案件審理狀況等因素而有不同差異。本會強調司法與心理層面之服務，維護被害人司法地位，陪伴經歷司法歷程，也提供被害人身心照顧服務，及其重要他人協助，陪伴性侵害被害人創傷復原，順利展開生活。

### 性騷擾-性別友善職場計畫（页面存档备份，存于）
- 性騷擾事件涉及行政程序法、刑事訴訟法及民法，非一般大眾所能瞭解，本會透過諮詢服務，協助當事人釐清問題，保障其自身權益。同時，也看到公司行號常陷於複雜法令中，本會針對受雇者、雇用人單位、公司處理人員的不同需求，設計相關課程，希冀藉此共同打造性別友善職場。

### 家庭暴力及親密暴力-受暴家庭服務計畫（页面存档备份，存于）
- 不分國籍、性別、性傾向，服務遭受家庭暴力/親密關係暴力的被害人及其家庭，以被害人為中心，在危急時刻提供專業協助，陪伴他們一起思考、決定及行動，重新找回安全與自由。
- 目睹家暴的孩子鮮少有兒童社工或諮商師提供個別化的協助，本會結合家暴成人保護及目睹兒少服務，為目睹兒建立孩子的安心城堡，安頓身心，療癒創傷。

### 家事事件服務-同心守護球球兒～高衝突家庭協助計畫（页面存档备份，存于）
- 家事訴訟中的當事人，同時面對家庭衝突及複雜訴訟，常處於高度壓力與關係衝突的處境，本會在台北地院、新竹地院、台中地院中設立「家事事件服務中心」，由司法社工提供家事司法程序、調解程序等相關法律議題說明，也提供高衝突家庭多元服務，包括兒童諮商及團體、親子會面協助、親職諮詢/講座、合作父母教練等，幫助父母協調適合子女的照顧計畫，協助家庭降低衝突的頻率和強度，伴孩子邁向復原之路。

## 倡議

### 性侵害案件減少被害人重複陳述
- 2000年，為減少性侵害被害人在司法程序中重複陳述案情，遭受二度傷害，內政部性侵害防治委員會在台北市、高雄縣、花蓮縣推動「性侵害案件減少被害人重複陳述」實驗方案，整合檢警、社政、醫療等服務團隊，共同提供性侵害被害人完整服務，並委託現代婦女基金會進行督導與評估，此方案於性侵害服務流程整合性具重大突破之意義。

### 家庭暴力防治安全網
- 2007年，與張錦麗、林明傑和王珮玲倡議，結合社工、警察、衛生醫療等第一線專業人員，透過高危機個案危險評估與安全計畫會議，全面建構家庭暴力防治安全網，共同維護高危機受暴者的人身安全。

### 跟蹤騷擾防制
- 2015年，我國現行社會秩序維護法、性騷擾防治法、家庭暴力防治法、刑法欠缺對跟蹤騷擾有效制裁和懲戒的法律，因此本會召集王如玄、王珮玲、賴芳玉、廖書雯、盧映潔等專家學者成立了工作小組，完成「跟蹤騷擾防制法草案」著手推動立法[2]。同年與美國Dr. TK Logan合作，將美國跟蹤騷擾風險評估工具(SHARP)本土化，跟蹤安全管理小幫手 （页面存档备份，存于）幫助跟蹤騷擾被害人了解所面對的風險，尋求合宜的因應方式。
- 2016年，「跟蹤騷擾防制法草案」去年送入立法院一讀未能順利通過，呼籲民眾一起加入網路連署[3]。同年，舉辦「兒少性別暴力防治新趨勢國際研討會」，邀請美、英、日、台各國專家學者分享各國防制跟蹤騷擾的相關制度[4]。
- 2017年，農曆7月發起「跟騷拜拜月」跟蹤騷擾宣導活動，製作鬼月應景的小心背後靈動畫，增加民眾對跟蹤騷擾的認識，更能同理被害者的處境。成立了性別暴力跟蹤騷擾諮詢專線，協助被害者評估安全狀況及討論因應策略[5][6]。
- 2019年，跳脫傳統的授課宣導方式，和聚樂邦跨界合作開發，限時限地的黑色地帶 （页面存档备份，存于）另類實境遊戲，將讓參與者從線上和線下經歷和體驗跟騷被害人的處境，從當事人不同的角度去思考如何扭轉這個故事。讓參與者可以同理跟騷被害人，學習到跟蹤騷擾因應方式，未來若身邊有人被跟騷，會願意主動提供資訊或協助。[7]
- 2020年，本會與台灣防暴聯盟、婦女救援基金會、婦女新知基金會、數位女力聯盟、勵馨基金會、盧映潔、王如玄、賴芳玉、沈勝昂、林美薰、秦季芳、羅婉婷等民間團體與專家學者，共同起草民間共識版之「跟蹤騷擾防制法草案」，將跟騷行為明確定義，盼能儘速完成立法。[8]
- 2021年，4月22日行政院提出「跟蹤騷擾防制法草案」，隔日本會與台灣防暴聯盟、婦女救援基金會、婦女新知基金會、數位女力聯盟、勵馨基金會發表聯合聲明予以肯定，也希望行政院針對民間團體的五大建議提出補充說明，盼能達到真正保護人民效益。[9]

### only YES means YES 沒有同意，就是性侵
- 2017年，鑒於台灣近年重大性侵害事件頻傳，社會總是不斷關注倖存者那時穿什麼衣服、喝什麼飲料、為何沒有大聲求救？。現代婦女基金會為了破除責備被害者的迷思，響應美國Peace Over Violence （页面存档备份，存于）於每年4月下旬發起「丹寧日」活動，開始每年呼籲民眾響應丹寧日活動，2017年提出「only YES means YES沒有同意 就是性侵」[10]的觀念，2018年提出「only YES means YES穿著由我 騷擾止步」[11]，2019年提出「only YES means YES 用支持取代批判」[12]，2020年提出「only YES means YES停止責備 陪伴傾聽」[13]，翻轉性侵防治觀念。
- 2021年,1月27日最高法院將「積極同意」概念寫入妨害性自主案件判決書，引用國際「消除對婦女一切形式歧視公約」，最高法院110年台上字第1781號刑事判決 （页面存档备份，存于）揭示「only YES means YES 沒有同意，就是性侵」，性行為主動方有責任確認對方完全清醒與取得同意。

### 司法詢問員制度與培力
- 2013年，舉辦「兒少及智能障礙性侵害案件詢問工作國際研討會暨工作坊」，首次引進國際間廣泛運用且具有實證基礎的「NICHD詢訊問程序(The NICHD Investigative Interview Protocol)」，帶來司法詢訊問的新思維。同年，本會在台中試辦區域性「NICHD詢訊問能力－培力方案」，由臺大心理學系趙儀珊副教授擔任顧問，進行初、進階訓練、實務討論會議。
- 2014年，本會邀集王如玄、王珮玲、林美薰、賴芳玉、廖書雯、盧映潔等專家學者成立性侵害犯罪防治法修法小組，著手倡議修法。
- 2015年，年底推動通過性侵害犯罪防治法修正案，第15條之1：通過在偵審階段，專業「司法詢問員」得協助兒童、智能障礙者等弱勢證人進行詢訊問。
- 2016年，本會完成「孩子，發生什麼事？NICHD詢訊問程序操作手冊」，與臺中市性侵害防治網絡成員討論後，彙集成本土化豐富的運作資訊和策略，希望縮短知識與實務上的落差。
- 2017年，性侵害犯罪防治法第15條之1修正案正式實施。

## 出版品
- 現代婦女基金會年報 （页面存档备份，存于）
- 現代婦女通訊 （页面存档备份，存于）
- 現代電子報 （页面存档备份，存于）
- 新居落成：親密關係伴侶高壓控管微電影
- 超揪心街頭實驗-同心守護球球兒
- 超越‧愛：紀錄片
- 爸媽不暴走，孩子正成長！ （页面存档备份，存于）ISBN：9789865752446[14]
- 合作父母與親子會面：一群本土社工的看見ISBN：9789869812894[15]
- 孩子，發生什麼事？NICHD詢訊問程序操作手冊ISBN：9789860488340[16]